# البنك التجاري الكويتي
البنك التجاري هو مصرف كويتي أنشئ عام 1960. ويعتبر التجاري ثاني أقدم البنوك الكويتية كان يعمل بالنظام التجاري حتى قررت الجمعية العمومية للبنك التحول للنظام الإسلامي في عام 2014، ليصبح بذلك سادس بنك إسلامي في الكويت.

## تصنيف البنك
- «فيتش ايبكا» (تصنيف القدرة المالية للبنك على المدى الطويل): A+
- منحت وكالة «موديز» البنك التجاري درجة Aa3
- منحت «كابيتال انتليجنس» البنك درجة A
- رفعت وكالة «ستاندرد آند بورز» تصنيفها إلى درجة A-

## وصلات خارجية
- (بالعربية) الموقع الرسمي